# Electromigració

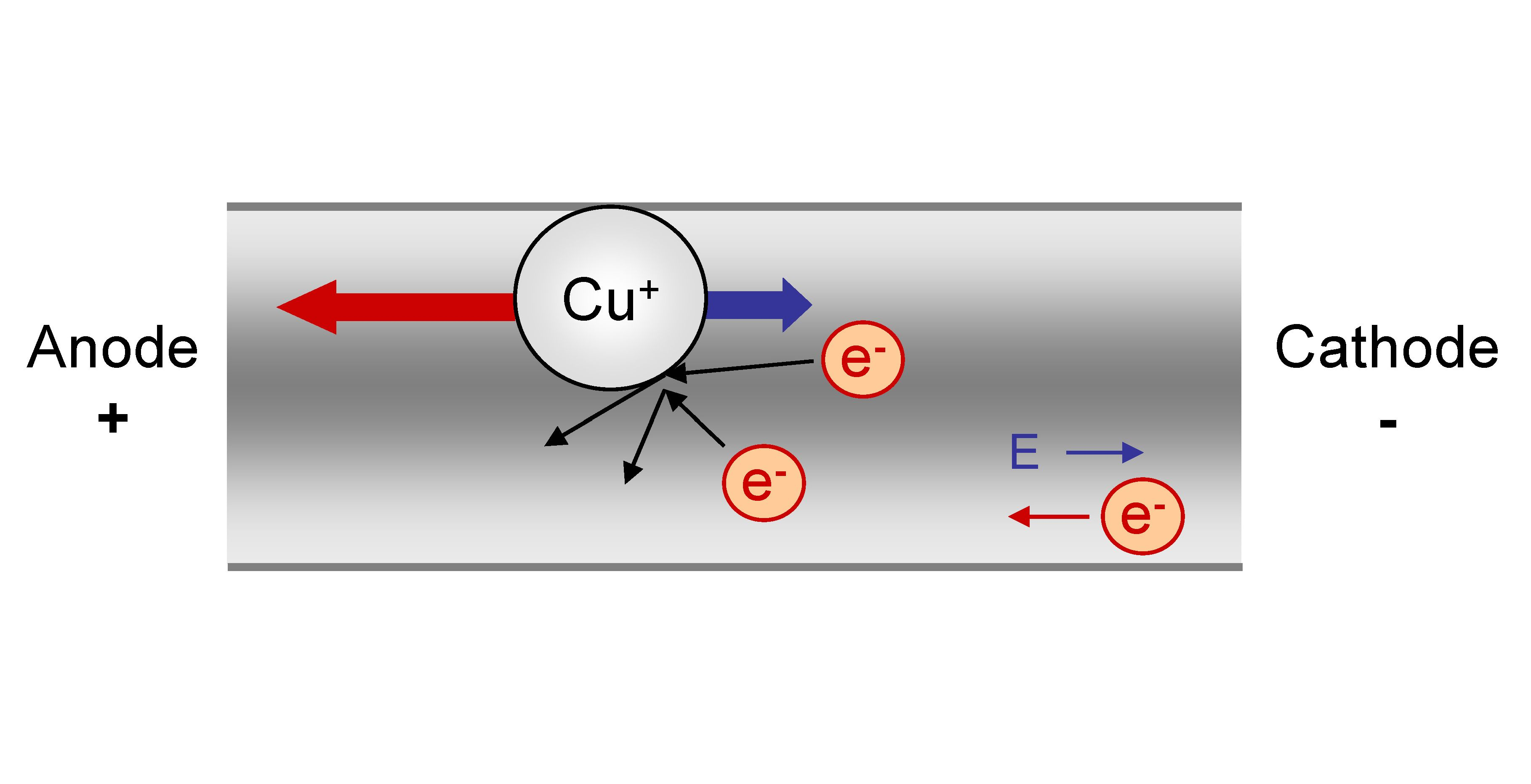
L'electromigració (fletxa vermella) es deu a la transferència d'impuls dels electrons que es mouen en un cable.

L'electromigració és el transport de material provocat pel moviment gradual dels ions en un conductor a causa de la transferència de moment entre electrons conductors i àtoms metàl·lics difusores. L'efecte és important en aplicacions on s'utilitzen altes densitats de corrent continu, com ara en microelectrònica i estructures relacionades. A mesura que la mida de l'estructura en electrònica com els circuits integrats (CI) disminueix, la importància pràctica d'aquest efecte augmenta.

El fenomen de l'electromigració és conegut des de fa més de 100 anys, descobert pel científic francès Gerardin. El tema va tenir interès pràctic per primera vegada a finals de la dècada de 1960 quan van aparèixer per primera vegada els CI empaquetats. Els primers circuits integrats disponibles comercialment van fallar en només tres setmanes d'ús a partir de l'electromigració desbocada, cosa que va provocar un esforç important de la indústria per corregir aquest problema. La primera observació de l'electromigració en pel·lícules primes la va fer I. Blech. La investigació en aquest camp va ser pionera per diversos investigadors de la nova indústria dels semiconductors. Un dels estudis d'enginyeria més importants va ser realitzat per Jim Black de Motorola, de qui s'anomena l'equació de Black. En aquell moment, les interconnexions metàl·liques dels circuits integrats encara tenien uns 10 micròmetres d'amplada. Actualment, les interconnexions només tenen una amplada de centenars a desenes de nanòmetres, la qual cosa fa que la investigació en electromigració sigui cada cop més important.

Imatge d'una secció d'un circuit integrat
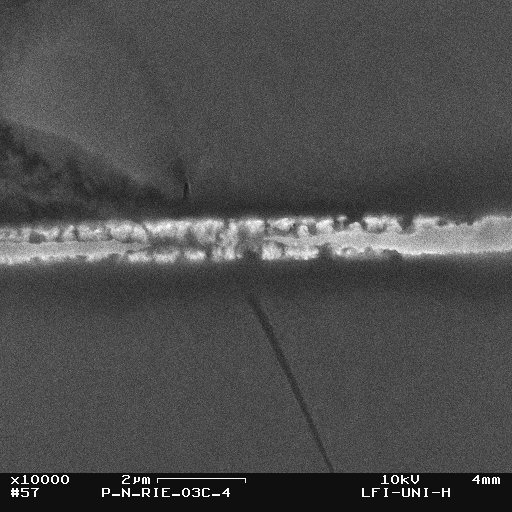
Imatge d'un microscopi electrònic de rastreig d'un error causat per l'electromigració en una interconexió de coure. La passivació va ser prèviament eliminada per RIE i àcid fluorhídric